# Vasúthistória Könyvek
A Vasúthistória Könyvek egy magyar vasúttörténeti könyvsorozat.

## Jellemzői
A Vasúthistória Könyvek a Közlekedési Dokumentációs Vállalat, később a Magyar Államvasutak Rt. könyvsorozata volt az 1990-es/2000-es években. A sorozat keretein belül olyan könyvek jelentek meg, amelyek a magyar vasúti közlekedés múltjának egy-egy részletét dolgozták fel. Jellemző témakörök voltak az egyes vasútvonalak, a vasúti építészet, vasúti járművek, vagy egyéb vasút-üzemeltetési tevékenység történetének választása.
A 23 x 17 cm nagyságú köteteket legtöbbször fekete-fehér fényképek, olykor színes fényképek, ábrák, térképrészletek, kihajtható színes mellékletek, táblázatok, adatlisták, szöveges dokumentumtárak egészíthette ki.

## Részei
- Halas György: Vörös lámpák az utolsó kocsin, Budapest, 1991[5]
- Csiba József: A 424-es, Budapest, 1994[8]
- Horváth Ferenc: Hazai és külföldi vasúti balesetek (1846–1975), Budapest, 1995[9]
- Lovas Gyula: Újra gurulnak a vonatok, Budapest, 1996[10]
- Lovas Gyula – Mezey István: Magyar vasutak a II. világháború éveiben, Budapest, 1996[4]
- Horváth Ferenc – Kubinszky Mihály: Magyar vasúti építkezések Erdélyben, Budapest, 1998[11]
- Heller György: Vasúti fékezés az idők sodrában. A vasúti fékezés regénye, Budapest, 1998[12]
- Horváth Ferenc: Az Alföldi Első Gazdasági Vasút – a MÁV Alföldi Kisvasút története (1894–1971), Budapest, 1999[13]
- Neuschl Gyula – Simon József: Az illetményszabályzattól a bérmegállapodásig, Budapest, 1999[6]
- Horváth Ferenc – Mezey István: Száz éves a Kiskunfélegyháza-Kiskunmajsa vasútvonal (1899–1999), Budapest, 1999[14]
- Frisnyák Zsuzsa: Fejezetek az udvari és a kormányzati utazások történetéből, Budapest, 2000[15]
- Heller György: Fél évszázad a magyar vasút szolgálatában..., Budapest, 2001[16]
- Szécsey István: Ganz mellékvonali motorkocsik és pótkocsik, Budapest, 2001[3]
- Papp József: A MÁV debreceni igazgatósági székháza (A Bek – Dégenfeld – Tisza palota), Budapest, 2001[2]
- Horváth Ferenc: Ötven éves a kecskeméti kisvasút kiskőrösi vonala 1952–2002, Budapest, 2002[17]
- Szabó Béla: Életképek a vasútról, Budapest, 2002[18]
- Gere József: A szárnyaskerék katonái. Hogyan lett Balassagyarmat a legbátrabb város?, Budapest, 2002[19]
- Horváth Ferenc: Száz éves a Kunszentmiklós-dunapataji vasútvonal 1902–2002, Budapest, 2002[1]
- Mohay László – Bory Endre – Fojtán István: A miskolci Fűtőház története, Budapest, 2003[20]
- Martinovich István: Emlékképek a MÁV vonalvillamosításának történetéből, Budapest, 2003[21]
- Lovas Gyula: A bakterház, Budapest, 2003[22]
- Horváth Ferenc: A magyar vasút építési és fenntartási szervezetének története (1827–2004) I. 1827–1944, Budapest, 2004[23]
- Horváth Ferenc: A magyar vasút építési és fenntartási szervezetének története (1827–2004) II. 1945–2004, Budapest, 2005[24]
- Lánczos Péter: A Cak-Bam-Bah sorozatú MÁV személykocsik története, "pályafutása" 1942-2004, Budapest, 2008[25]